# Автошлях М 07
Автошлях М 07, також «Варшавка» (народна назва) — автомобільний шлях міжнародного значення на території України, довжиною 496,7 км, Київ — Ковель — контрольно-пропускний пункт «Ягодин» (державний кордон з Польщею).

## Загальна довжина
Київ — Ковель — Ягодин (на м. Люблін) — 494,7 км.
Під'їзд до автотермінала на контрольно-пропускному пункті «Ягодин» № 2 — 0,1 км.
Під'їзд до автотермінала на контрольно-пропускному пункті «Ягодин» № 3 — 1,8 км.
Разом — 496,7 км.

## Загальні відомості
Проходить північно-західними регіонами України (Київська, Житомирська, Рівненська, Волинська області) через населені пункти: Гостомель, Буча, Ворзель, Немішаєве, Микуличі, Бородянка, Волиця, Поташня, Новоселиця, Майданівка, Мала Зубівщина, Сингаї, Коростень, Клочеве, Літки, Глухова, Путиловичі, Сарни, Городець, Полиці, Оконськ, Уховецьк, Ковель, Луків, Хворостів, Любомль. Є частиною європейського автомобільного маршруту E373 (Люблін — Ковель — Київ).

## Історія
Збудована у 1970-х роках автошлях на переважній протяжності мала цементно-бетонне покриття. До ремонту це покриття не відповідало сучасним вимогам по рівності та міцності. Через це автолюбителі та перевізники були змушені використовувати дорогу М06, що призводило до її перевантаження.
У 2006 розпочато реконструкцію (розширення та покращення якості покриття).
9 вересня 2010 року відкрито новий, реконструйований мостовий перехід через річку Ірпінь у місці, де сполучаються території Бучі, Ірпеня та Гостомеля.
У грудні 2011 року «Укравтодор» відкрив рух на відремонтованому автошляху загального користування М07 Київ — Ковель — Ягодин.
Автошлях був задіяний до проведення чемпіонату з футболу Євро-2012 і є найкоротшим напрямком транспортного сполучення між Києвом та Варшавою.
З метою своєчасної підготовки дороги до Євро-2012, ремонтно-будівельні роботи у 2011 році велися одночасно у Київській, Житомирській, Рівненській та Волинській областях. Загальна протяжність відремонтованих у 2011 році ділянок склала 248,4 км.

### Російсько-українська війна
Уже на другий день повномасштабного наступу росіян з північного напряму, 25 лютого 2022 року українські військові були вимушені підірвати мости (через річку Ірпінь). Серед підірваних мостів був і мостовий перехід через річку Ірпінь по Варшавській трасі у Гостомелі.
21 травня 2022 року повністю відновлено сполучення автошляхом Київ — Ковель — Ягодин. На Житомирщині відкрили рух тимчасовою переправою через річку Ірша, неподалік села Українка. Основний міст було пошкоджено авіаударом російських окупантів, а рух для автотранспорту був закритий. Для безпечного проїзду транспорту було влаштовано тимчасову переправу. Будівництво тривало близько трьох тижнів. За цей час фахівці провели земляні роботи, влаштували щебеневу основу забетонували накладну плиту та перехідні плити, встановили відповідні дорожні знаки. Пошкоджений міст заплановано обстежити фахівцями, після чого будуть прийматись рішення щодо подальшого його відновлення.
Внаслідок ведення бойових дій на автошляху М07 у Київській області було зруйновано три, у Житомирській області — одна штучних споруд. Нині рух для автотранспорту забезпечено по всіх раніше зруйнованих спорудах у двох областях. Завдяки тимчасовим переправам є можливість прямого транспортного сполучення за маршрутом Київ — Ягодин.

## Маршрут
Автошлях проходить через такі міста
| Автошлях М 07           | |
| Київ                    | Проспект Академіка Палладіна, Міська вулиця, Гостомельське шосе E40E95E101М01М03М05М06Н01Н07Р02Р30Т 1027Т 1039 |
| Київська область        | |
| Бучанський район        | |
| Горенка                 | |
| Гостомель               | Т 1002 |
| Буча                    | Т 1001 |
| Немішаєве               | |
| Микуличі                | |
| Бородянка               | Т 1019 |
| Загальці                | |
| Житомирська область     | |
| Житомирський район      | |
| Коростенський район     | |
| Сингаї                  | |
| Коростень               | М21 |
| Р49Т 0613               | |
| Клочеве                 | |
| Літки                   | |
| Глухова                 | Т 0615 |
|                         | Т 0605 |
| Рівненська область      | |
| Сарненський район       | |
|                         | Т 1829 |
|                         | Т 1814 |
|                         | Т 1811 |
|                         | Т 1818 |
| Сарни                   | Н25Т 1810 |
| Іванівка                | |
| Городець                | Т 1817 |
| Вараський район         | |
| Полиці                  | Т 1808 |
| Веретено                | |
| Маюничі                 | Т 1802 |
| Волинська область       | |
| Камінь-Каширський район | |
| Оконськ                 | Р14 |
| Ковельський район       | |
| Ковель                  | E85М19Р15Т 0311                                                                                                |
| Ковельський район       | |
|                         | Т 0309 |
| Вишнів                  | Т 0302 |
| Ягодин                  | 12 E373 • Люблін                                                                                               |

## Цікавий факт
Обидва підземні пішохідні переходи на автошляху розташовані в містах-сателітах Києва. Перший у Бучі на вулиці Нове шосе, другий відкритий 2014 року в селищі Немішаєве.